# Pomadasys perotaei
Pomadasys perotaei är en fiskart som först beskrevs av Cuvier, 1830.  Pomadasys perotaei ingår i släktet Pomadasys och familjen Haemulidae. Inga underarter finns listade i Catalogue of Life.